# Livre sarde
Pour les articles homonymes, voir livre (monnaie).
La lire (livre en français, lira en italien, dite aussi lira sabauda, lire savoyarde) est l'ancienne monnaie officielle du royaume de Sardaigne de 1816 à 
1861, date à laquelle elle devient la lire italienne du royaume d'Italie unifié. 
La livre des États sardes faisait partie des nombreuses monnaies qui étaient appelées livre (lira) car elles correspondaient au Moyen Âge à une livre d'argent. Ces monnaies sont divisées en 20 sols (soldo en italien), eux-mêmes subdivisés en 12 deniers (denaro) selon une convention qui remonte à l'Empire romain, reprise par l'Empire carolingien.
Avant 1816, deux livres de valeurs différentes étaient en circulation, l'une pour les anciens  États continentaux dits de terre-ferme, et l'autre pour l'île de Sardaigne. Dans le nord du pays, les particuliers tenaient fréquemment leurs comptes en monnaie de Genève.
Après 1816, elle est divisée en 100 centesimi.

## Histoire monétaire

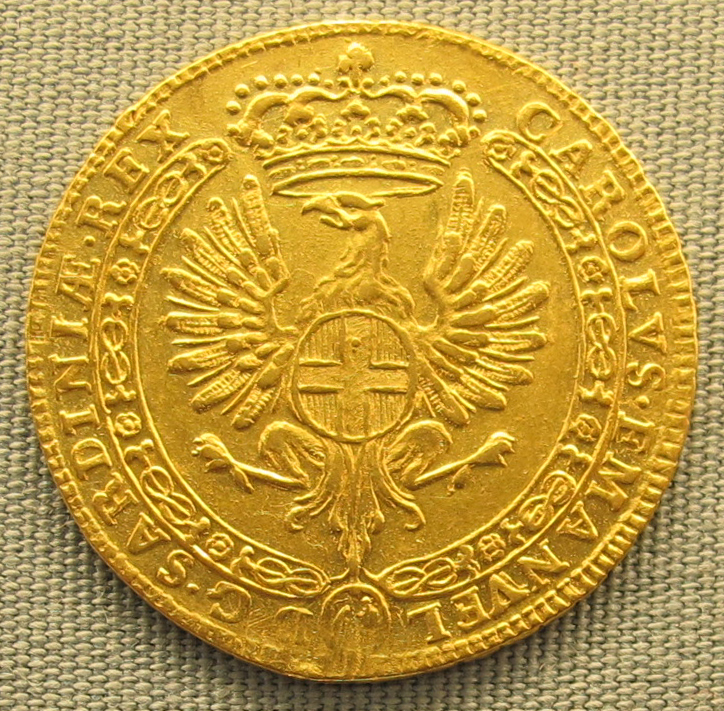
Pièce de quatre sequins de Charles-Emmanuel III de Savoie (1745) portant l'inscription latine « CAROLVS•EMANVEL D•G•SARDINIAE•REX »

### États de terre-ferme: livres de Savoie et de Piémont
À partir de l'édit du 17 février 1717, la cour installée à Turin unifie les monnaies de compte utilisées dans ses États. Elle supprime l'ancien florin de Savoie pour aligner la nouvelle livre de Savoie sur celle de Piémont. Le change se fait à 1,5 florin pour une livre piémontaise. Dans la pratique, le taux choisi représentait une surévaluation du florin qui causa la réapparition d'un marché de change parallèle ainsi que des problèmes économiques aux Savoyards car leurs produits étaient devenus trop chers et s'exportaient mal. Cette politique de survalorisation fut poursuivie dans l'ensemble du pays tout au long du siècle car elle permettait entre autres d'obtenir un maximum de devises pour les produits exportés qui ne souffraient pas de la concurrence comme la soie grège.
À cette époque, une livre de Piémont vaut, au change de la place de Paris, 0,75 livre tournois, l'unité de compte utilisée dans le royaume de France. De 1738 à la Révolution française, le cours est fixe et se situe à 1,20 livre tournois pour une livre piémontaise,.

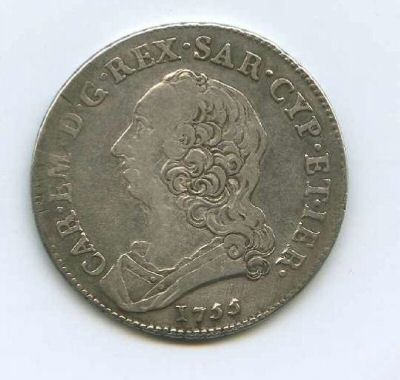
Pièce d'¼ scudo (argent, 1755, 8.8 g) figurant à l'avers Charles-Emmanuel III.

La composition et le poids des pièces de monnaie ont été fixés précisément par les édits de 1733 et du 17 février 1755, amendé par la suite par l'édit de décembre 1785 qui modifiait le poids des pièces en or dans les États de terre-ferme. Cette dernière modification se fait en réponse à l'allègement de la livre tournois qui passe de 0,312 g d'or pur à 0,29 g alors que sa valeur était restée stable depuis 1726. Sur l'ensemble du siècle, le poids d'argent pur de la livre est passé de 5,635 g en 1717 à 5,464 g en 1733 puis à 5,311 g en 1755 et 5,152 g à la fin du siècle. 
Les sols (soldi) et les deniers étaient fabriqués avec du cuivre ou du billon, les scudo (écu) étaient des pièces en argent tandis que les pièces en or s'appelaient pistoles (doppia) ou carlins (carlino). L'écu valait 6 livres, la pistole 24 livres et le carlin 60 livres.
Les pièces en circulation en 1755 possédaient les valeurs et les spécifications suivantes (une livre piémontaise correspondait à 0,363 g d'or pur ou 5,31 g d'argent pur) :
| Cuivre                                                    | Billon (200 à 400/1000) | Argent (906/1000)                                                           | Or (906/1000) : 1755/1785 |
| --------------------------------------------------------- | --- | --------------------------------------------------------------------------- | --- |
| - 2 deniers : 1,76 g - 1/2 sol : 1,82 g - 5 sols : 5,47 g | - 1 sol : 1,91 g (104) - 2.6 solsa : 2,56 g (167) - 7.6 solsb : 4,73 g (271) - 10 sols : 2,73 g (292) - 15 sols : 4,92 g (437) - 20 sols : 5,47 g (292) | - 1/8 écu : 4,40 g - 1/4 écu : 8,79 g - 1/2 écu : 17,59 g - 1 écu : 35,17 g | - 1/4 pistole : 2,41/2,28 g - 1/2 pistole : 4,81/4,56 g - 1 pistole : 9,62/9,12 g - 1/2 carlin : 24,05/22,8 g - 1 carlin : 48,1/45,59 g |

a : 2 sols 6 deniers, soit 1/8 livre ; b : 7 sols 6 deniers, soit 3/8 livre.

### Île de Sardaigne: la livre sarde
L'ile de Sardaigne passe sous le contrôle de la maison de Savoie le 8 août 1720 dans le cadre d'un échange avec la Sicile à la suite de la guerre de la quadruple alliance. Auparavant, cette île avait longtemps appartenu au royaume d'Espagne et avait donc des lois et des coutumes qui différaient des autres possessions. La Sardaigne est donc gouvernée par un vice-roi et maintient longtemps ses particularités, certaines persistant jusqu'à la « fusion parfaite » (Fusione perfetta) de 1848. Pour la monnaie, elle dispose de pièces particulières jusqu'en 1816.
Tout comme en terre-ferme, la livre sarde se subdivise en 20 sols de 12 deniers. Cependant, l'écu ne compte que pour 2,5 livres, la doppietta 2 écus et le carlin 10 écus. À ceux-ci viennent s'ajouter le réal qui compte pour 5 sols et le cagliarese de 2 deniers. Ce système a été régulé par les édits du 17 février 1755 et du 20 mars 1768.
Les pièces en circulation possédaient les valeurs et les spécifications suivantes (une livre sarde correspondait à 0,57 g d'or pur) :
| Cuivre                                                                | Billon (titre) av. 1754 / ap. 1754                                                                   | Argent (895/1000)                     | Or (891/1000)                                               |
| --------------------------------------------------------------------- | --- | ------------------------------------- | ----------------------------------------------------------- |
| - 1 cagliarese : 2,35 g; d = 18 mm - 3 cagliaresi : 6,75 g; d = 24 mm | - 1 sol : 2,23 g (146) - 1/2 réal : 1,15 g (917); 2,73 g (292) - 1 réal : 2,25 g (917); 3,28 g (500) | - 1/4 écu : 5,89 g - 1/2 écu : 11,8 g | - 1 doppietta : 3,21 g - 1/2 carlin : 8 g - 1 carlin : 16 g |

Les cagliarese étaient fabriqués à Cagliari. Ils portaient sur le verso l'effigie du roi avec son nom et une inscription en latin abrégé « VIC AM D G REX SAR CYP ET IER » (Victor-Amédée par la grâce de Dieu roi de Sardaigne, Chypre et Jérusalem) et sur le revers la croix avec les quatre têtes de maures et l'inscription « DVX SAB ET MONTISF PRINC PED » (duc de Savoie et de Montferrat, prince de Piémont).

### La restauration de 1816, vers une monnaie nationale

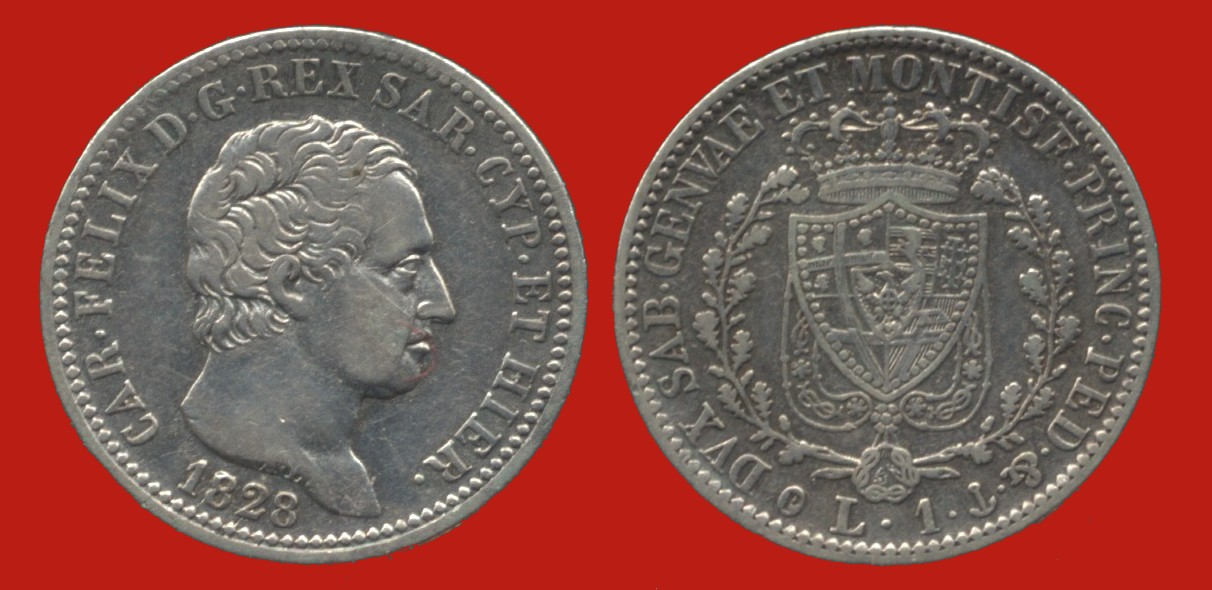
Pièce d'une livre de 1828 représentant Charles-Félix ; Tête : « CAR • FELIX • D•G• REX • SAR • CYP • ET • HIER• » = « Charles-Félix, roi de Sardaigne, de Chypre et de Jérusalem », écrit en latin abrégé; Verso : blason couronné et collier de l'Annonciade avec l'inscription « DVX SAB•GENVAE ET MONTISF• PRINC• PED•& » qui signifie Duc de Savoie, de Gênes et Montferrat, prince de Piémont.

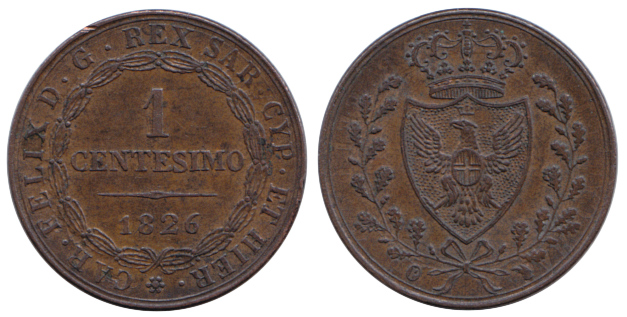
Pièce d'une centime (centesimo) de 1826 représentant Charles-Félix.

Après la Révolution française, l'ensemble des territoires de terre-ferme finit par être intégré dans l'Empire napoléonien et le franc germinal basé sur le système décimal y est introduit. Le peuple s'habitue à ce système et, lorsque le roi Victor-Emmanuel I reprend le contrôle de tous ses États en 1815 et qu'il compte  rétablir l'ancien système, ses pièces sont mal acceptées. En conséquence, le royaume de Sardaigne passe lui aussi au système décimal par lettres-patentes du 6 aout 1816 ; ce système est aussi étendu à l'ile de Sardaigne à partir de 1821. Dès lors, 1 nouvelle livre vaut simplement 100 centimes, elle correspond à 0,85 livre piémontaise et 0,51 livre sarde.  De plus, le poids et le titre des pièces françaises sont repris ce qui fait qu'elles ont la même valeur et peuvent être utilisées indifféremment dans les deux pays. À cause de cette équivalence et comme la nouvelle livre a plus de similitude avec le franc qu'avec la livre du XVIIIe siècle, elle est surnommée franco dans les États sardes. Cette concordance a été maintenue jusqu'en 1862 et a favorisé la mise en place de l'union monétaire latine en 1865. Ces pièces sont utilisées dans l'ensemble du royaume mais aussi à Monaco et dans le duché de Parme, elles étaient frappées à Turin et à Gênes. Le graveur en chef de Turin est Giuseppe Ferraris.
Chaque pièce porte le portrait du roi avec une légende descriptive en latin abrégé : « CAR • FELIX • D•G• REX • SAR • CYP • ET • HIER• » qui signifie « Charles-Félix, roi de Sardaigne, de Chypre et de Jérusalem »  avec au verso un blason couronné  avec le collier de l'Annonciade et l'inscription « DVX SAB•GENVAE ET MONTISF• PRINC• PED•& » qui signifie « duc de Savoie, de Gênes et Montferrat, prince de Piémont ».
Le cours de la livre est fixé à 0,29 g d'or pur et à 4,5 g d'argent pur. Les nouvelles pièces sont alors (l'année de mise en circulation est indiquée entre parenthèses, les pièces en or étaient rarement utilisées) :
| Cuivre                                                                              | Argent (900/1000) | Or (900/1000) |
| ----------------------------------------------------------------------------------- | --- | --- |
| - 1 centime : 2,0 g (1826) - 3 centimes : 6,0 g (1826) - 5 centimes : 10,0 g (1826) | - 25 centimes : 1,25 g (1829) - 50 centimes : 2,5 g (1823) - 1 livre : 5 g (1823) - 2 livres : 10 g (1823) - 5 livres : 25 g (1816) | - 10 livres : 3,23 g (1832) - 20 livres : 6,45 g (1816) - 40 livres : 12,9 g (1821) - 50 livres : 16,13 g (1832) - 80 livres : 25,8 g (1822) - 100 livres : 32,26 g (1832) |

## Valeur de la livre de Piémont

### Salaires
Pendant tout le XVIIIe siècle, les salaires sont restés très stables. Une livre correspond à près de deux jours de travail.
Exemples de salaires de travailleurs temporaires non nourris en livres de Piémont :
- Charpentier, maçon (Annecy) : 24 sols/jour (1720/1747) ; 25 sols/jours (1771)
- Travailleur moyen (homme, Savoie) : 13 à 16 sols/jour
- Travailleur moyen (femme, Savoie) : 9 à 10 sols/jour

Exemples de salaires de travailleurs temporaires nourris en livres de Piémont :
- Charpentier, maçon, menuisier, couvreurs de paille (Annecy) : 10 à 14 sols/jour
- Manouvrier agricole (Genevois) : 6 sols/jour pour les hommes, 3 pour les femmes. 8 à 12 pendant la moisson.
- Ramoneur : 3 sols/jour

Les domestiques et les employés de ferme étaient habituellement engagés à l'année, logés et nourris. La nourriture cause 100 livres de dépenses annuelles auxquelles s'ajoute 33 livres de vin pour les hommes (1,125 l/jour). Les gages annuels dépendent de la qualification : 55 livres pour un bouvier (maitre valet), 36  pour un bouveiron, 29 pour une servante (c'est-à-dire 1 sol et 10 deniers par jour), 17 pour une vachère.

### Prix
Le prix des céréales a augmenté de près de 70 % entre les années 1720 et 1780 en Savoie. 10 kg de céréales coûtent près d'une livre.
Exemples de prix à Annecy en livres de Piémont :
- 1 coupe (88,86 litres) de froment : 7 à 13 livres avant 1765 ; 10 à 18 livres après ;
- 1 coupe (88,86 litres) de seigle : 4,5 à 15 livres ;
- 1 vache : 20 livres en 1730, 55 livres en 1790 (mais 20 % plus lourde) ;
- 1 livre de viande de bœuf : 0,175 livre en 1763-70 ; 0,228 en 1780-89 ;
- 1 livre de viande de porc : 0,269 livre en 1763-70 ; 0,410 en 1780-89.

## Source de la traduction
- (it) Cet article est partiellement ou en totalité issu de l’article de Wikipédia en italien intitulé « Scudo sardo » (voir la liste des auteurs).